# Erki Nool
Erki Nool (n. 25 iunie 1970, Võru⁠(d), RSS Estonă, URSS) este un fost atlet și politician eston. A câștigat o medalie de aur de la Jocurile Olimpice din 2000, la proba de decatlon, o medalie de argint la Mondialele din 2001, care au avut loc la Edmonton, și o medalie de aur și una de argint la  Campionatele Europene din 1998, respectiv 2002.

## Cariera
Nool este câștigător al medaliei de aur la decatlon la Jocurile Olimpice de vară din 2000 de la Sydney. Deși Nool nu s-a situat pe primul loc în nici una dintre cele zece probe, scorul său total a fost mai mare decât al celorlalți concurenți. Nool a câștigat titlul după ce un arbitru a decis să anuleze decizia unui alt arbitru de la proba de aruncare a discului, care anulase și ultima încercare a acestuia din cauza unui presupus pas. Validarea aruncării de 43,66 a stârnit proteste printre concurenții adverși. Nool a luat aurul înaintea cehului Roman Šebrle și a americanului Chris Huffins.
În septembrie 1997 a înființat prima școală privată de atletism din Estonia.
Începând cu anul 2005, Erki Nool a fost vice-președinte al Comisiei Sportivilor din cadrul Comitetelor Olimpice Europene (EOC) și, începând din 2007, membru al Comitetului de Dezvoltare al Asociației Europene de Atletism.
În 2006, Nool a participat ca celebritate în primul sezon de Tantsud tähtedega, varianta estonă a emisiunii Dancing with the Stars. Partenera sa de dans a fost Ave Vardja.
Pe 4 martie 2007, Nool a fost ales în Parlamentul Estonian, Riigikogu, reprezentând Uniunea Pro Patria și Res Publica.
Din 2008 este membru al Comitetului Executiv al Comitetului Olimpic Eston.

## Palmares
| An   | Competiție                      | Locație                    | Loc | Eveniment | Note |
| ---- | ------------------------------- | -------------------------- | --- | --------- | ---- |
| 1992 | Jocurile Olimpice               | Barcelona, Spania          | –   | decatlon  | NT   |
| 1994 | Campionatul European în sală    | Paris, Franța              | 5   | heptatlon | 5945 |
| 1994 | Campionatul European            | Helsinki, Finlanda         | 10  | decatlon  | 7953 |
| 1995 | Campionatul Mondial în sală     | Barcelona, Spania          | 7   | heptatlon | 5887 |
| 1995 | Campionatul Mondial             | Göteborg, Suedia           | 4   | decatlon  | 8268 |
| 1996 | Campionatul European în sală    | Stockholm, Suedia          | 1   | heptatlon | 6188 |
| 1996 | Jocurile Olimpice               | Atlanta, Statele Unite     | 6   | decatlon  | 8543 |
| 1997 | Campionatul Mondial în sală     | Paris, Franța              | 2   | heptatlon | 6213 |
| 1997 | Cupa Europei de Probe Combinate | Tallinn, Estonia           | 2   | decatlon  | 8289 |
| 1997 | Campionatul Mondial             | Atena, Grecia              | 6   | decatlon  | 8413 |
| 1998 | Cupa Europei de Probe Combinate | Tallinn, Estonia           | 1   | decatlon  | 8628 |
| 1998 | Jocurile Goodwill               | New York, Statele Unite    | 4   | decatlon  | 8386 |
| 1998 | Campionatul European            | Budapest, Ungaria          | 1   | decatlon  | 8667 |
| 1999 | Campionatul Mondial în sală     | Maebashi, Japonia          | 2   | heptatlon | 6374 |
| 1999 | Campionatul Mondial             | Sevilla, Spania            | 14  | decatlon  | 7568 |
| 2000 | Campionatul European în sală    | Gent, Belgia               | 3   | heptatlon | 6200 |
| 2000 | Jocurile Olimpice               | Sydney, Australia          | 1   | decatlon  | 8641 |
| 2001 | Campionatul Mondial în sală     | Lisabona, Portugalia       | 5   | heptatlon | 6074 |
| 2001 | Campionatul Mondial             | Edmonton, Canada           | 2   | decatlon  | 8815 |
| 2001 | Jocurile Goodwill               | Brisbane, Australia        | 3   | decatlon  | 8323 |
| 2002 | Campionatul European în sală    | Viena, Austria             | 3   | heptatlon | 6084 |
| 2002 | Campionatul European            | München, Germania          | 2   | decatlon  | 8438 |
| 2003 | Campionatul Mondial în sală     | Birmingham, Marea Britanie | –   | heptatlon | NT   |
| 2003 | Campionatul Mondial             | Paris, Franța              | –   | decatlon  | NT   |
| 2004 | Campionatul Mondial în sală     | Budapesta, Ungaria         | 5   | heptatlon | 6093 |
| 2004 | Jocurile Olimpice               | Atena, Grecia              | 8   | decatlon  | 8235 |
| 2005 | Campionatul European în sală    | Madrid, Spania             | 12  | heptatlon | 5712 |